# Andrea Ypsilanti

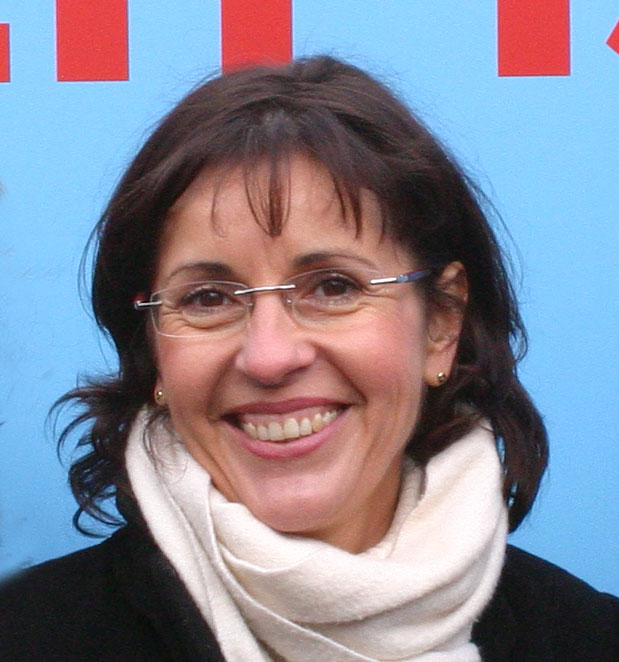
Andrea Ypsilanti (2008)

Andrea Ypsilanti (geborene Dill; * 8. April 1957 in Rüsselsheim) ist eine deutsche Politikerin (parteilos, davor SPD). Sie war von März 2003 bis Januar 2009 Vorsitzende des hessischen Landesverbandes ihrer Partei sowie von 2007 bis 2009 auch Vorsitzende der SPD-Fraktion im Hessischen Landtag. Nach ihrem Rücktritt war sie bis zur Landtagswahl in Hessen 2018 weiterhin Abgeordnete.

## Leben
Andrea Dill wuchs als zweite von drei Töchtern einer Hausfrau und eines Opel-Werkzeugmachermeisters im hessischen Rüsselsheim auf. Nach dem Abitur arbeitete sie unter anderem sowohl als Sekretärin als auch als Flugbegleiterin bei der Lufthansa. Anfang der 1980er-Jahre heiratete sie den 1944 in Athen geborenen Manolis (Emmanuel) Ypsilantis, ein Mitglied der griechisch-phanariotischen Adelsfamilie Ypsilantis. Das Ehepaar lebte zwei Jahre in Spanien und dann in der Nähe von Oberursel (Taunus), Anfang der 1990er-Jahre trennte es sich. 2008 lebte sie mit ihrem Lebensgefährten und einem Sohn in Frankfurt am Main.
Von 1986 bis 1992 studierte Andrea Ypsilanti an der Johann Wolfgang Goethe-Universität Frankfurt am Main Soziologie, Politikwissenschaft und Pädagogik mit Abschluss als Diplom-Soziologin. Ihre Diplomarbeit schrieb sie über das Thema „Frauen und Macht“.

## Partei
Ypsilanti trat 1986 in die SPD ein und wurde rasch Mitglied des Juso-Bezirksvorstandes sowie des Landesvorstandes. Sie amtierte von 1991 bis 1993 als Vorsitzende der hessischen Jusos, ehe sie 1994 für Ministerpräsident Hans Eichel als Referatsleiterin in der Staatskanzlei tätig wurde. Im März 2003 wurde sie zur Vorsitzenden des hessischen SPD-Landesverbandes gewählt. Im November 2005 folgte die Wahl in den SPD-Bundesvorstand. Am 18. Januar 2009 trat sie von ihren Ämtern als Landesvorsitzende und Fraktionsvorsitzende zurück. Ihr Nachfolger wurde Thorsten Schäfer-Gümbel.
In Reaktion auf die Zustimmung von Bundesinnenministerin Nancy Faeser (SPD) zum Asylkompromiss der EU-Innenministerkonferenz in Luxemburg vier Tage zuvor und im weiteren Hinblick auf das Sondervermögen für die Bundeswehr trat sie am 12. Juni 2023 aus der SPD aus.
Inzwischen unterstützt sie die Kampagne der Linken Eine Linke für Alle! und wählt die Partei nach eigenen Angaben mittlerweile auch. Zur Europawahl 2024 ist sie Erstunterzeichnerin der Kampagne Wir wählen links.

## Abgeordnete
1999 zog sie über die Landesliste erstmals in den hessischen Landtag ein, dem sie bis 2018 angehörte. Ypsilanti betreute den Wahlkreis Frankfurt am Main VI (Nord/Ost), in dem sie allerdings nur 2008 direkt gewählt wurde. 2013 unterlag sie hier dem CDU-Bewerber Boris Rhein, gelangte aber wie schon 2003 und 2009 über die Landesliste in den Landtag. Bei der Wahl 2018 kandidierte sie nicht mehr.

## Gescheiterte Regierungsbildung 2008

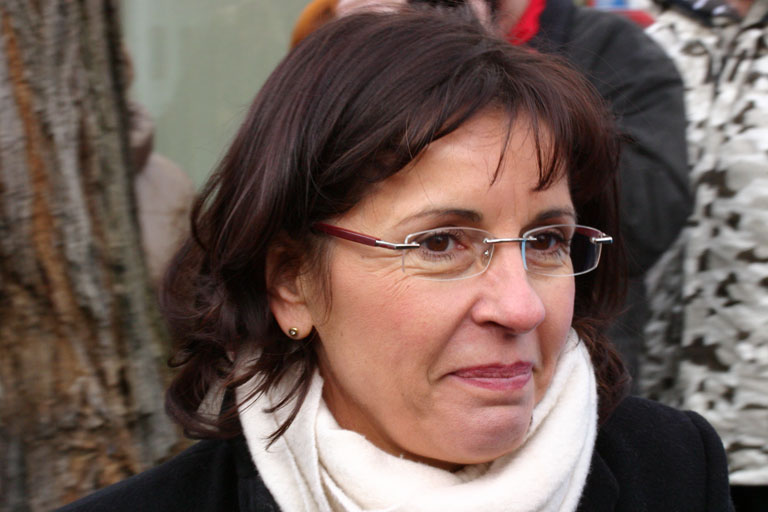
Andrea Ypsilanti (2008)

Ypsilanti wurde am 2. Dezember 2006 auf dem hessischen Landesparteitag im zweiten Wahlgang mit knapper Mehrheit (175 gegen 165 Stimmen, nach einem Patt 172 zu 172 im ersten Wahlgang) gegen den im Rahmen eines (nicht bindenden) Mitgliedervotums favorisierten Jürgen Walter zur Spitzenkandidatin gewählt. Am 16. Januar 2007 übernahm sie auch den Fraktionsvorsitz.
Bei der Landtagswahl am 27. Januar 2008 verlor die CDU ihre absolute Mehrheit, blieb aber mit 0,1 Prozentpunkten Abstand knapp stärkste Partei vor der SPD. Der Wahlausgang zeigte auf, dass sich die nachfolgenden Koalitionsverhandlungen schwierig gestalten würden, da sowohl CDU als auch SPD für eine Mehrheitsbildung auf jeweils zwei kleine Fraktionen angewiesen gewesen wären (Jamaika- bzw. Ampelkoalition), was aber in jedem Fall einer zuvor geäußerten Koalitionsabsicht von FDP bzw. Grünen widersprochen hätte. Ein Ausweg schien für Ypsilanti daher eine Nachahmung des „Magdeburger Modells“ zu sein: eine Rot-Grüne Minderheitsregierung unter Tolerierung durch die Partei Die Linke. Dies stand jedoch im Gegensatz zu ihren Aussagen vor der Wahl, mit denen sie wiederholt jedwede Zusammenarbeit mit der Linken ausgeschlossen hatte. Ypsilanti wurde in dem Zusammenhang Wortbruch vorgeworfen. Sie gestand dies zwar ein, verwies aber darauf, bei anderen, insbesondere inhaltlichen Festlegungen, etwa in der Sozial- und Bildungspolitik, im Wort zu sein und diese nach Maßgabe des Wahlergebnisses einhalten zu wollen. Ypsilanti sowie andere führende hessische Sozialdemokraten erklärten nach der Wahl, wichtig sei es, das Programm der SPD aus dem Landtagswahlkampf umzusetzen. Dies wurde ihr innerparteilich, etwa von Susanne Kastner, als strategischer Fehler ausgelegt.
Nach der Ankündigung der Landtagsabgeordneten Dagmar Metzger (SPD), der geplanten Konstellation aus Gewissensgründen ihre Stimme zu verweigern, sah sich Ypsilanti gezwungen, ihren Plan zurückzustellen, sich im Hessischen Landtag zur Ministerpräsidentin wählen zu lassen. Die drei Parteien SPD, Grüne und Linke vereinbarten stattdessen einen Zeitplan zur Erörterung einer gemeinsamen Politik und Bildung einer Minderheitsregierung. Auf einem Sonderparteitag unterstützte die SPD Hessen mit knapp 96 Prozent der Stimmen Ypsilantis Kurs.
Am 3. November 2008 kündigten vier Mitglieder der SPD-Landtagsfraktion – Jürgen Walter, Dagmar Metzger, Carmen Everts und Silke Tesch – an, bei der für den 4. November geplanten Wahl zur Ministerpräsidentin nicht für Ypsilanti zu stimmen. Damit war die Absicht, eine Minderheitsregierung von SPD und Grünen unter Tolerierung durch die Linken zu bilden, im Hessischen Landtag gescheitert; die geplante Abstimmung wurde abgesagt.
Am 8. November 2008 verzichtete Ypsilanti darauf, bei der nun von allen Parteien avisierten vorgezogenen Landtagswahl am 18. Januar 2009 erneut als SPD-Spitzenkandidatin anzutreten, und schlug den Landtagsabgeordneten Thorsten Schäfer-Gümbel für diese Aufgabe vor. Sie übernahm die politische Verantwortung für die deutlichen Stimmverluste der hessischen SPD am Wahlabend der Landtagswahl am 18. Januar 2009 und trat als Landes- und Fraktionsvorsitzende zurück, blieb aber aufgrund ihrer Position auf Platz 2 der SPD-Landesliste Landtagsabgeordnete. Auch ihren Sitz im Präsidium der Bundes-SPD behielt sie bei. Am 22. Oktober 2009 erklärte sie, nicht mehr zur Wiederwahl des SPD-Bundesvorstandes anzutreten.

## Politische Positionen
Andrea Ypsilanti wurde dem linken Spektrum der SPD zugeordnet. Angesichts der Hartz-Reformen 2003 „warnte [sie] vor einem Abbau des Sozialstaats“ und stellte sich damit gegen Gerhard Schröder, der von 1998 bis 2005 Bundeskanzler war.
Auf dem SPD-Bundesparteitag stimmte sie der Agenda 2010 jedoch zu. Im Wahlkampf zur Hessischen Landtagswahl 2008 forderte Ypsilanti eine Stärkung von Ganztagsschulen, eine Rücknahme der Verkürzung der Gymnasialschulzeit und Abschaffung von Studiengebühren. Zudem trat sie für die Einführung von Mindestlöhnen sowie ein Präventionsprogramm gegen Kindesvernachlässigung ein.
Ypsilanti plädierte zudem für einen verstärkten Einstieg in erneuerbare Energien und band Hermann Scheer als Ministerkandidaten in ihren Wahlkampf ein. Die energie- und industriepolitischen Ansichten wie die Einbeziehung Scheers waren auch parteiintern umstritten und führten zu Konflikten u. a. mit Jürgen Walter und Wolfgang Clement. Clement hatte aus diesem Grund eine Woche vor der Landtagswahl in einem Gastbeitrag für die Welt am Sonntag von der Wahl Ypsilantis bzw. der hessischen SPD indirekt abgeraten. Ypsilanti ist Mitbegründerin des Institutes Solidarische Moderne e. V. und in dessen Vorstand eine von fünf Sprechern.
Im Juni 2023 trat sie nach Jahrzehnten der Mitgliedschaft wegen der Zustimmung der SPD zum EU-Asylkompromiss aus der Partei aus.

## Trivia
Andrea Ypsilanti ist Anhängerin des 1. FC Nürnberg.
Andrea Ypsilanti ist heute Kuratoriumsmitglied und war 1. Vorstandssprecherin des Instituts Solidarische Moderne e. V., Berlin.

## Bücher
- „Im Aufbruch in die soziale Moderne.“ Politische Reden und Beiträge 2006–2008. Mit einem Geleitwort von Franz Alt und einem Vorwort von Jörg Jordan. Ponte-Press, 2008.[37]
- „Und morgen regieren wir uns selbst“ Eine Streitschrift. Westend Verlag GmbH, Frankfurt am Main, 2017.[31][38]